# Supermarine Type 322
Supermarine Type 322 là một loại máy bay ném bom ngư lôi bổ nhào, trinh sát trang bị trên tàu chiến của Anh trong Chiến tranh thế giới II.

## Tính năng kỹ chiến thuật (S.24/37)
Dữ liệu lấy từ Supermarine Aircraft since 1914 
Đặc điểm tổng quát
- Kíp lái: 3
- Chiều dài: 40 ft (12,20 m)
- Sải cánh: 50 ft (15,24 m)
- Chiều cao: 14 ft 2 in (4,32 m)
- Diện tích cánh: 319,5 sq ft (29,7 m²)
- Trọng lượng rỗng: 9.175 lb (4.170 kg)
- Trọng lượng có tải: 12.000 lb (5.454 kg)
- Động cơ: 1 × Rolls-Royce Merlin 30 (Rolls-Royce Merlin 32), 1.300 hp ở vòng tua 3000rpm (1.600 hp ở vòng tua 3.000 rpm) (970 kW)

 Hiệu suất bay 
- Vận tốc cực đại: 279 mph (243 kn, 449 km/h)
- Vận tốc tắt ngưỡng: 58 mph (92,8 km/h) ()
- Tầm bay: 825 mi (717 nmi, 1.370 km)
- Tải trên cánh: 37,5.lb/sq ft. ()

Trang bị vũ khí

- Súng: 1 × Súng máy Browning.303 in (7,7 mm) ở cánh, 1 × Súng máy Vickers K hoặc Browning.303 in (7,7 mm) ở phía sau buồng lái
- Bom: 1 × ngư lôi 18 in (457 mm) (1.500 lb) hoặc 6 × quả bom 250 lb (113 kg)

### Citations
1. ↑  Andrews and Morgan 1987, p. 166.